# Округ Кас (Ајова)
Округ Кас (енгл. Cass County) је округ у америчкој савезној држави Ајова.

## Демографија
По попису из 2010. године број становника је 13.956, што је 728 (-5,0%) становника мање 2000. године.
| Група             | 2000.          | 2010.          |
| Белци             | 14.457 (98,5%) | 13.502 (96,7%) |
| Афроамериканци    | 31 (0,2%)      | 35 (0,3%)      |
| Азијати           | 20 (0,1%)      | 30 (0,2%)      |
| Хиспаноамериканци | 101 (0,7%)     | 253 (1,8%)     |
| Укупно            | 14.684         | 13.956         |